# Вальдерсбак
Вальдерсбак (фр. Waldersbach) — коммуна на северо-востоке Франции в регионе Гранд-Эст (бывший Эльзас — Шампань — Арденны — Лотарингия), департамент Нижний Рейн, округ Мольсем, кантон Мюциг. До марта 2015 года коммуна административно входила в состав упразднённого кантона Ширмек (округ Мольсем).
Площадь коммуны — 3,37 км², население — 137 человек (2006) с тенденцией к стабилизации: 148 человек (2013), плотность населения — 43,9 чел/км².

## Население
Население коммуны в 2011 году составляло 149 человек, в 2012 году — 148 человек, а в 2013-м — 148 человек.
| 1962 | 1968 | 1975 | 1982 | 1990 | 1999 | 2006 | 2008 | 2011 | 2012 | 2013 |
| ---- | ---- | ---- | ---- | ---- | ---- | ---- | ---- | ---- | ---- | ---- |
| 158  | 155  | 579  | 585  | 632  | 139  | 137  | 138  | 149  | 148  | 148  |

Динамика населения:

## Экономика
В 2010 году из 94 человек трудоспособного возраста (от 15 до 64 лет) 64 были экономически активными, 30 — неактивными (показатель активности 68,1 %, в 1999 году — 66,7 %). Из 64 активных трудоспособных жителей работали 62 человека (37 мужчин и 25 женщин), двое мужчин числились безработными. Среди 30 трудоспособных неактивных граждан 6 были учениками либо студентами, 10 — пенсионерами, а ещё 14 — были неактивны в силу других причин.

## Достопримечательности (фотогалерея)

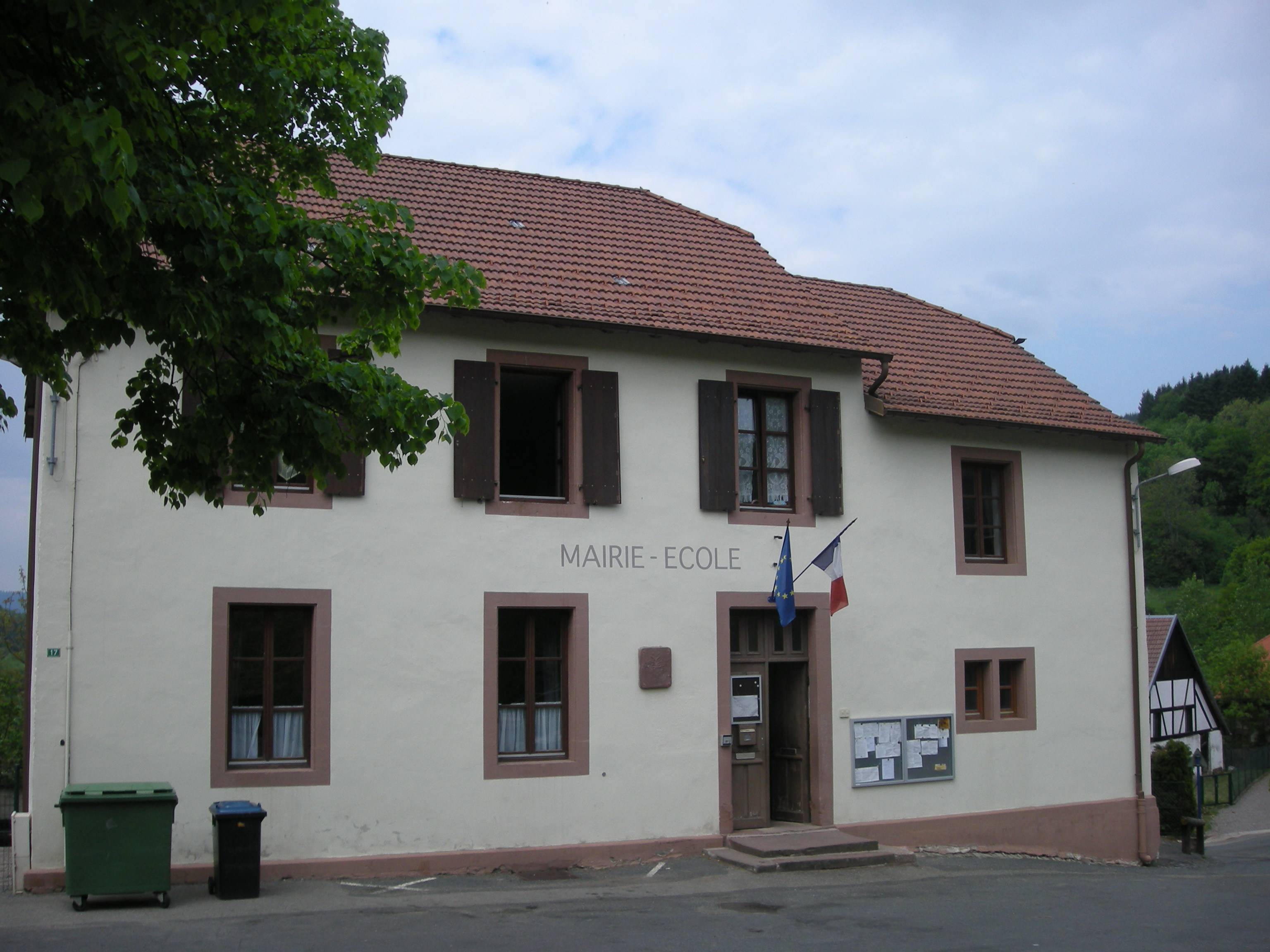
Здание мэрии-школы
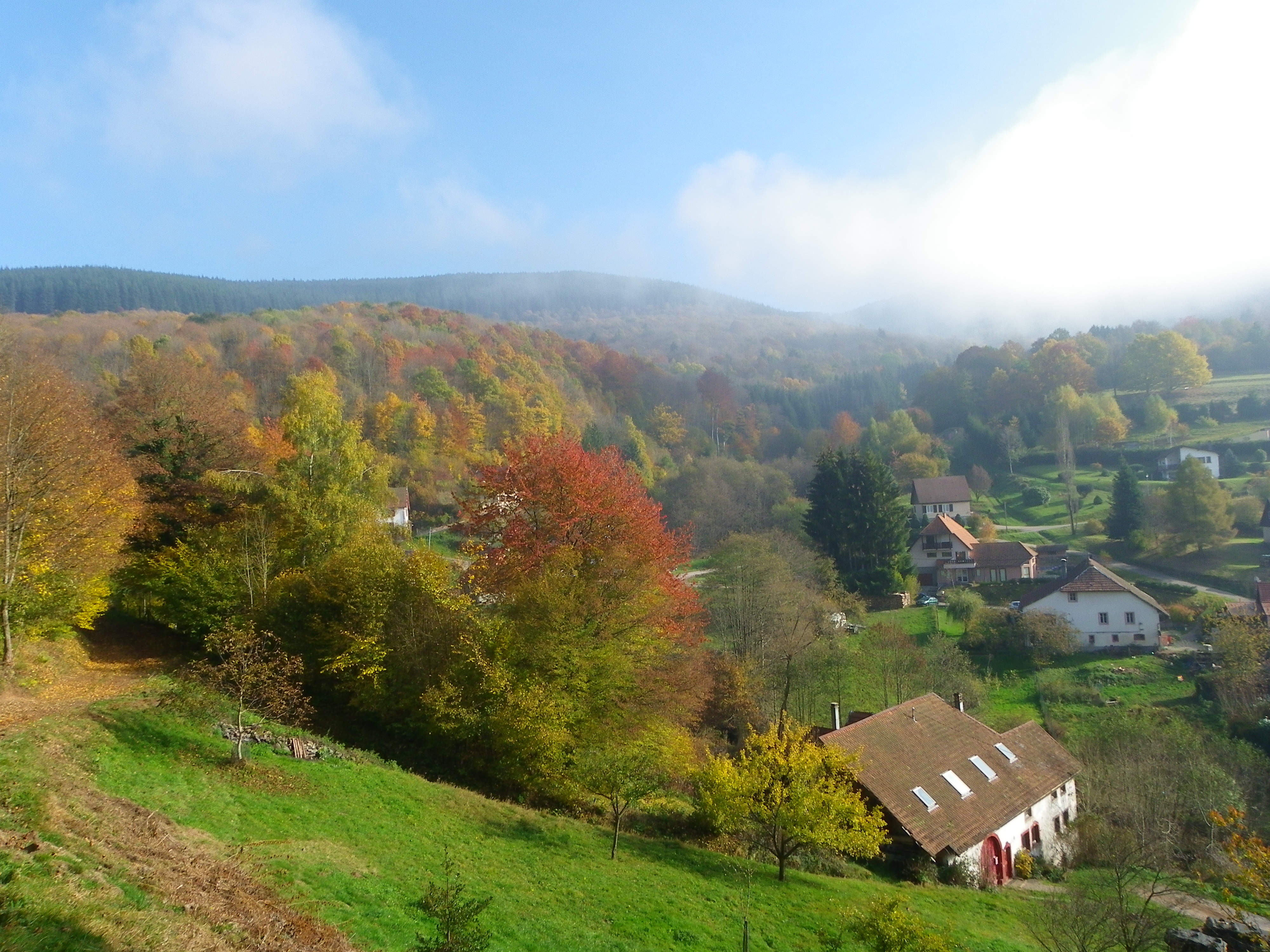
Вальдерсбак осенью
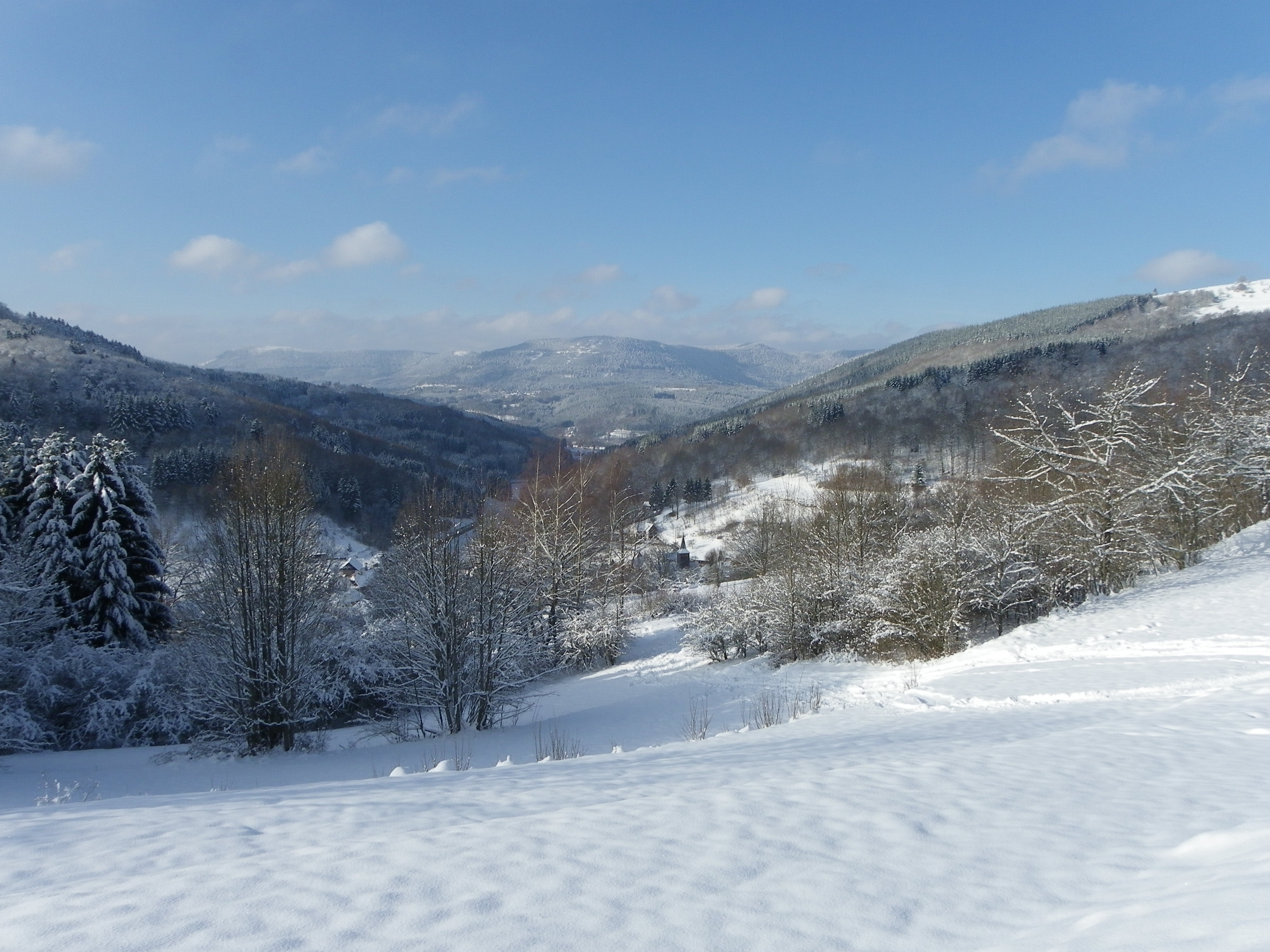
Вальдерсбак под снегом
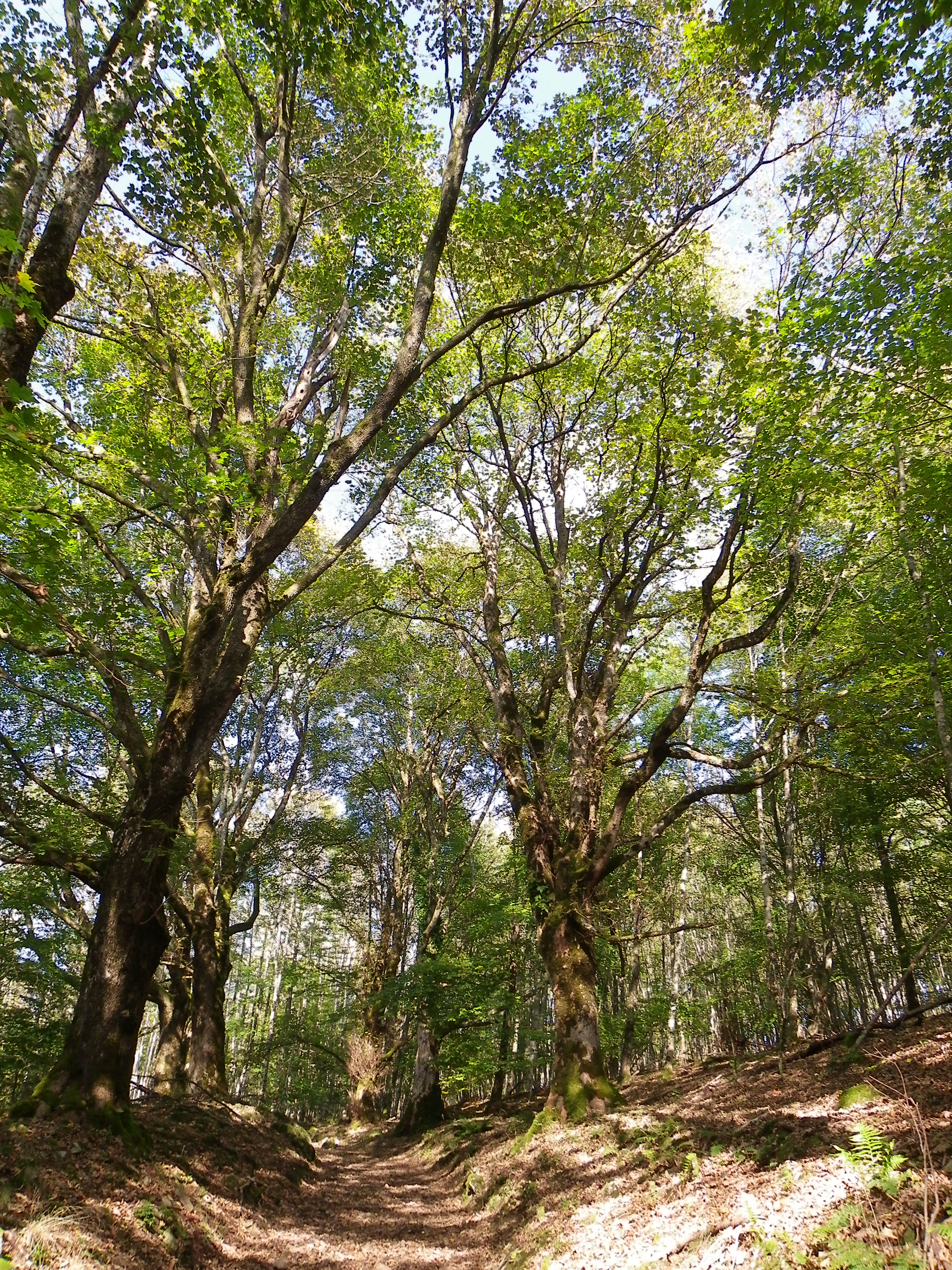
Аллея
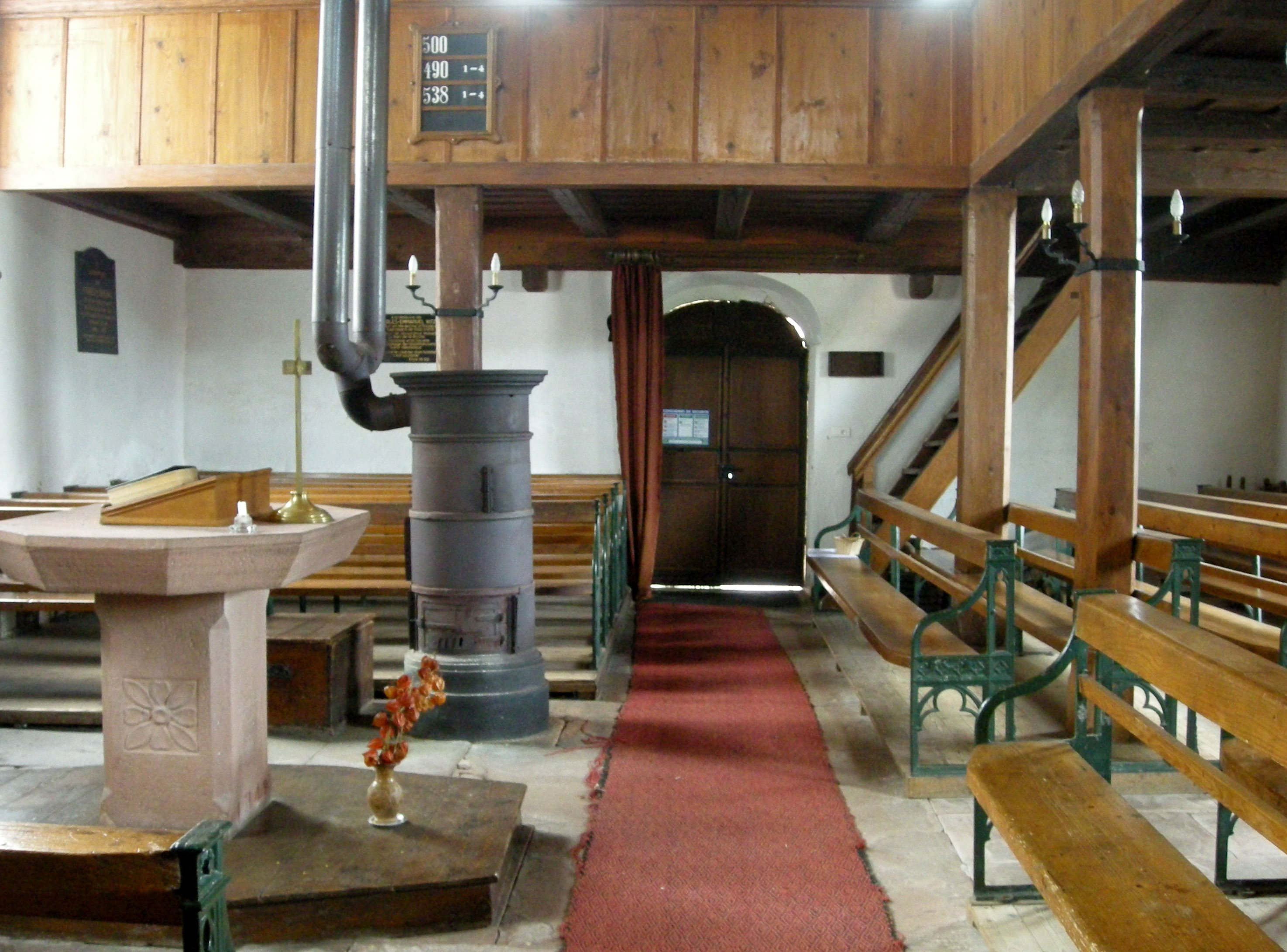
Протестантская церковь
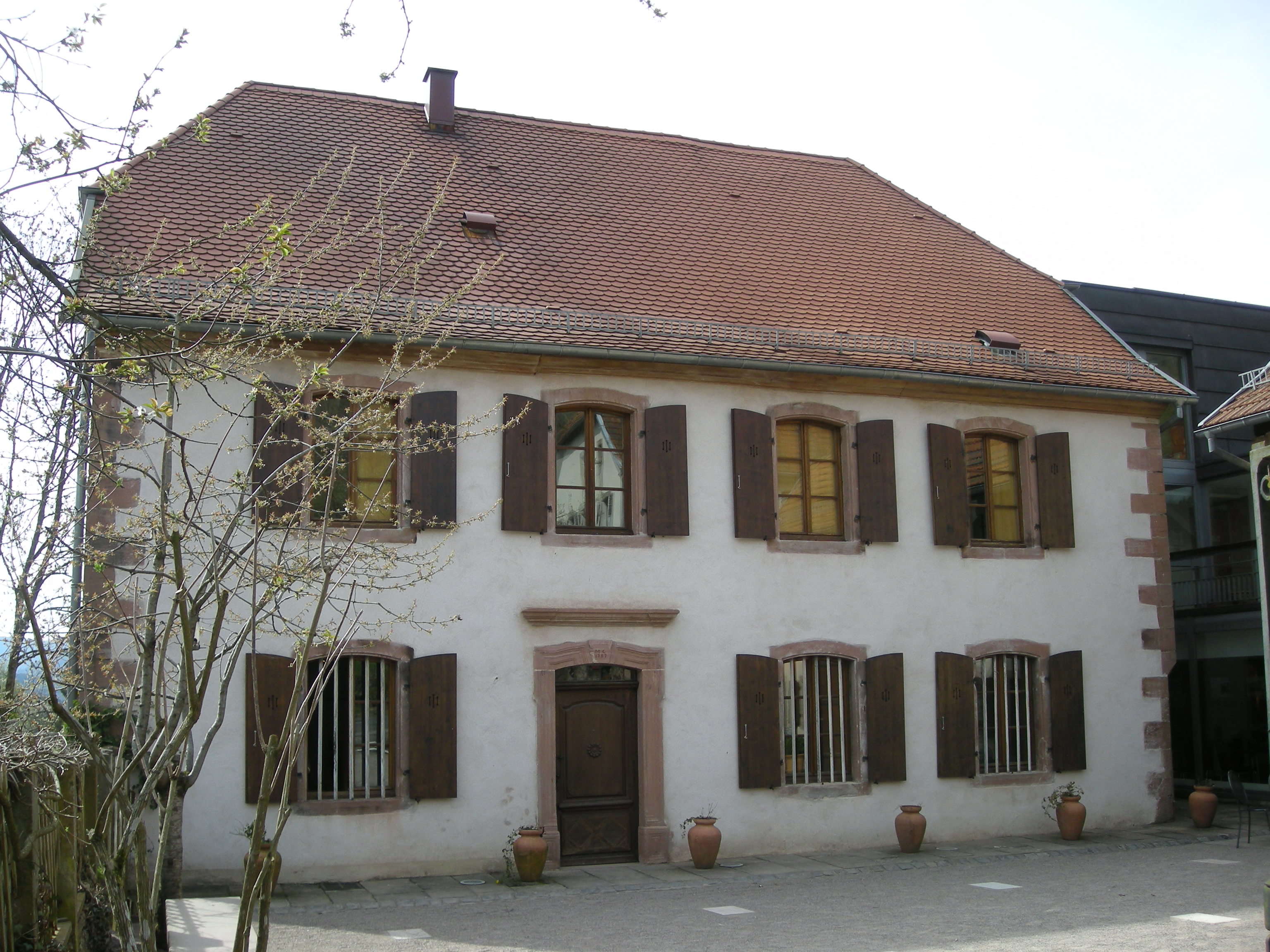
Дом приходского священника (построил пастор Оберлин)
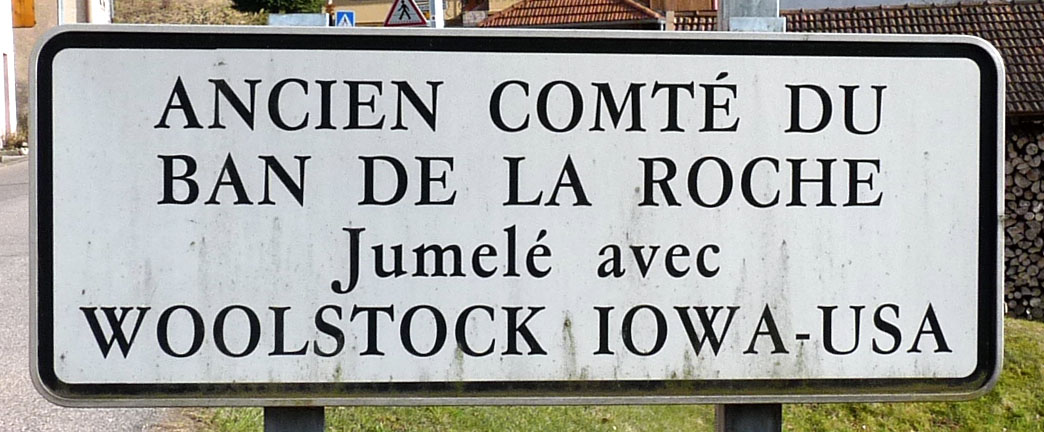
Связь с Ла-Рош-Вальстоком (США)